# Campo oscuro
Campo oscuro, en inglés, dark field, es un tipo de corrección realizada a la imagen digital obtenida por una cámara CCD astronómica, consistente en capturar una imagen del mismo tiempo de integración que la imagen original sin que llegue luz al chip (por ejemplo, con la tapa del telescopio puesta o el obturador de la cámara cerrado). Una vez hecho esto se resta el resultado a la imagen original: con ello se elimina la señal espuria debida a la corriente de oscuridad que genera el movimiento térmico de los electrones en el detector.
Una vez procesada de campo oscuro la imagen astronómica suele ser también corregida de campo plano.

## Fuente
- "Manual práctico de Astronomía con CCD", David Galadí-Enríquez; Ignasi Ribas Canudas, 1998. Ediciones Omega.

- Datos: Q430570